# Аммерсвиль
Аммерсвиль (нем. Ammerswil) — коммуна в Швейцарии, в кантоне Аргау.

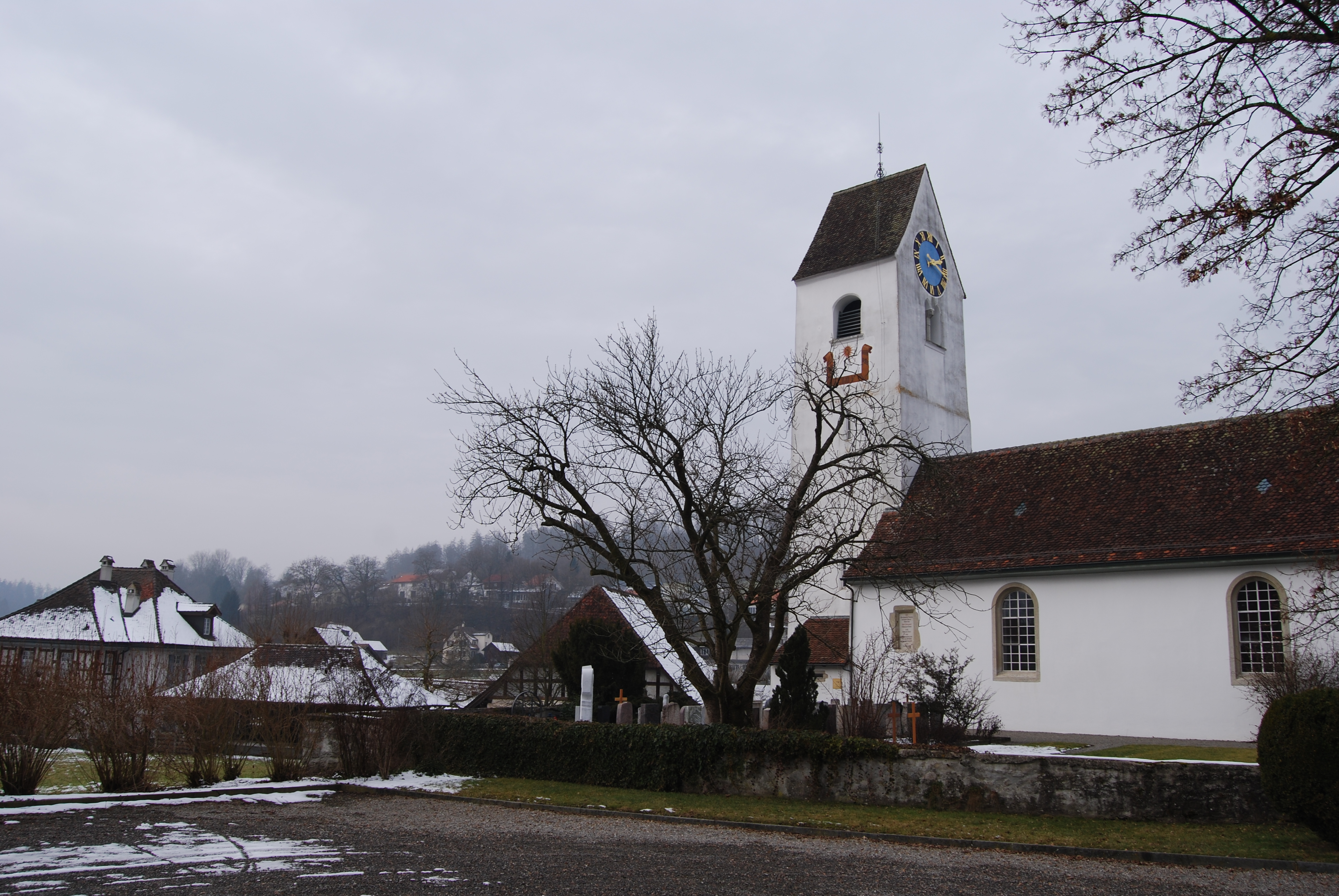
Аммерсвиль

Входит в состав округа Ленцбург.  Население составляет 652 человека (на 31 декабря 2007 года). Официальный код  —  4191.

## История
Хотя в Аммерсвиле были обнаружены разрозненные неолитические предметы, первым известным поселением был аламаннский фермерский дом. Деревня Аммерсвиль впервые упоминается в 924 году как Онпретисвиларе. В 1306 году он упоминался как Ombrechtzwile. Им последовательно правили графы Ленцбург, Кибург и Габсбург, а затем в 1415 году город-государство Берн. Начиная с 13 века, права на низкое правосудие и десятину принадлежали лордам Халлвиля. В XIV веке эти права переходили из рук в руки несколько раз (Freiherr Фридингена, Freiherr Грюненберга и лорды Ballmoos). В 1484 году эти права перешли к Берну, который присоединил Аммервиль к двору Отмарсингена в округе Ленцбург (Оберамт Ленцбург).
Поздний романский церковь без прохода была расширена в 1640 году. В ней есть амбар и склад перед изгибом. Классик дом священника был построен в 1783 году Карлом Ахасвером фон Синнером.

## Герб
герб муниципального герба - это аргент-полу-олень, безудержный эмитент Gules из Coupeaux Vert.

## Экономика
По состоянию на 2007 год уровень безработицы в Аммерсвиле составлял 1,28%. По состоянию на 2005 год в первичном секторе экономики было занято 50 человек и около 9 предприятий были задействованы в этом секторе. В вторичном секторе занято 14 человек, в этом секторе есть 6 предприятий. 37 человек занято в третичном секторе, с 18 предприятиями в этом секторе.
В 2000 году в муниципалитете проживало 326 рабочих. Из них 274 или около 84,0% жителей работали за пределами Аммерсвиля, а 56 человек приезжали в муниципалитет на работу. Всего в муниципалитете было 108 рабочих мест (не менее 6 часов в неделю). Из работающего населения 11% использовали общественный транспорт, чтобы добраться до работы, а 66% использовали личный автомобиль.

## Религия
По данным переписи 2000 года, 161 или 26,4% были католиков, а 363 или 59,6% принадлежали к Швейцарской реформатской церкви. Из остального населения был 1 человек, который принадлежал к христианско-католической вере.